# جون كورت (رجل أعمال)
جون كورت (بالإنجليزية: John Court)‏ هو شخصية أعمال نيوزيلندي، ولد في 21 يناير 1846، وتوفي في 6 يوليو 1933.